# 姚江 (富群河)
姚江，位于中国广西壮族自治区贺州市昭平县东北部，是富群河右岸支流，发源于昭平县黄姚镇界塘村五箭冲，东南流至岩头村转南流，经黄姚镇杨村、阳朔村、黄姚街、巩桥村、枧盘村、笔头村、中洞村，最后于樟木林乡龙潭村（潮江村）汇入富群河。河长30千米，流域面积198平方千米。姚江流经两处岩溶洼地，耕地面积较大，是昭平县主要的农耕区。特产“姚江大米”。